# Warrenton, Oregon
Warrenton là một thành phố nằm trong Quận Clatsop, tiểu bang Oregon,  Hoa Kỳ. Thành phố được đặt theo tên của D.K. (Daniel Knight) Warren, một người dân định cư trước đây. Dân số theo điều tra dân số năm 2000 là 4.096 người.

## Lịch sử
Khu định cư đầu tiên trong phạm vi của thành phố Warrenton là Lexington được phác thảo vào năm 1848, và phục vụ như là quận lỵ đầu tiên của Quận Clatsop. Cái tên này không còn được sử dụng và khu vực này sau đó có tên là Skipanon, được đặt theo tên của sông Skipanon chảy qua thành phố. Một trạm bưu điện của tên Lexington hoạt động không đều giữa năm 1850 và 1857; một trạm bưu điện tên Skipanon hoạt động liên tục từ năm 1871 đến 1903.
Doanh trại Stevens được xây trong khu vực Warrenton vào năm 1863. Những gì còn lại của doanh trại này sau đó được bảo tồn như một phần của Các công viên lịch sử tiểu bang và quốc gia Lewis và Clark.
Warrenton được thành lập năm 1889, và được hợp nhất thành một thành phố vào năm 1899. Được xây trên các bãi biển bồi, nó lệ thuộc vào một hệ thống đê rãnh do người lao nô Trung Hoa xây dựng chống ngập lụt từ sông Columbia.
Warrenton có một bến tàu đánh cá dành cho thê mướn.

## Địa lý
Warrenton nằm cách Astoria 8 dặm Anh về hướng tây.
Theo Cục điều tra dân số Hoa Kỳ, thành phố có tổng diện tích là 16,7 dặm vuông (43,3 km²) trong đó có 12,3 dặm vuông (31,9 km²) là mặt đất và 4,4 dặm vuông (11,3 km²) hay 26,15% là mặt nước.